# أغتشة قشلاق عليا
أغتشة قشلاق عليا هي قرية في مقاطعة كليبر، إيران. عدد سكان هذه القرية هو 74 في سنة 2006.